# L'Honneur des poètes

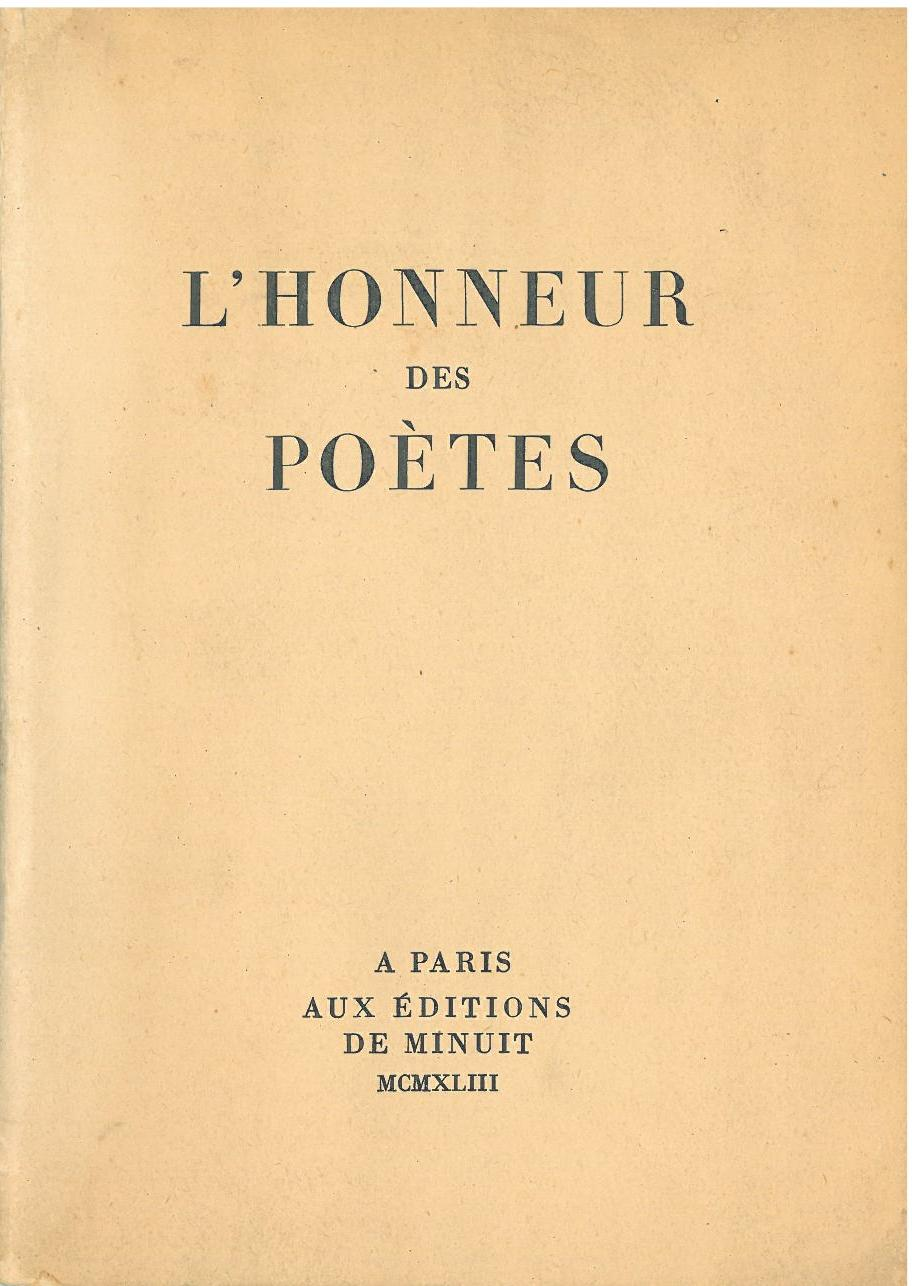
L'édition originale de 1943.

L’Honneur des poètes est le titre d'un recueil, préparé par Pierre Seghers, Paul Éluard et Jean Lescure, publié en 1943 par les Éditions de Minuit clandestines dans le cadre de la Résistance.

## L’Honneur des poètes(juillet 1943)

### Historique
En 1942, François Lachenal, ainsi que Jean Descoullayes, décident de rassembler et publier en Suisse, aux éditions des Trois Collines, des poèmes engagés et anonymes, semblables à ceux que Pierre Seghers et Pierre Emmanuel leur avaient envoyés à la fin de 1941 pour Traits, revue qu'il avait contribué à fonder à Lausanne en 1940 afin de réagir contre l'ordre nouveau prôné par Hitler.
Quinze jours après l'arrivée, en décembre, de Lachenal à Vichy où il est nommé attaché de la Légation suisse, il va voir Pierre Seghers à Villeneuve-lès-Avignon pour lui exposer ce projet. À Paris Seghers en fait part à Paul Éluard, qui lui assure s'en occuper. Le succès de la publication clandestine du Silence de la mer de Vercors rendait en effet possible l'édition d'autres ouvrages.
Mi-mai 1943, Seghers présente au comité de lecture des Éditions de Minuit, avec lesquelles Éluard avait réussi à prendre contact, les poèmes rassemblés (Pierre Emmanuel, Louis Aragon, Jean Lescure, Pierre Seghers, Jean Tardieu, Paul Éluard, Eugène Guillevic, Édith Thomas, Loys Masson, Claude Sernet et Charles Vildrac) auxquels Éluard et Lescure ajoutent vingt autres poèmes (Robert Desnos, René Tavernier, Vercors, Lucien Scheler, Georges Hugnet, André Frénaud, René Blech, Francis Ponge et deux inconnus aux pseudonymes de Camille Meunel et d'Ambroise Maillard) ,. 
L'Honneur des poètes fut, comme il est symboliquement indiqué dans son achevé d'imprimer, « publié aux dépens de quelques bibliophiles patriotes » « sous l'occupation nazie le 14 juillet 1943 jour de la liberté opprimée ».
Jean Lescure et sa femme distribuèrent un tract tiré de l'ouvrage en tandem dans Paris. « Servez tous les poètes et littérateurs susceptibles d'apprécier ces poèmes. Aussi ceux qu'ils indigneront, les carpettes où nous essuierons nos pieds écarlates. », recommande Éluard à Lescure. Une dizaine d'exemplaires de L'Honneur des poètes furent remis à François Lachenal pour diffusion et réplication en Suisse par les éditions clandestines À la porte d'ivoire (nom trouvé par son ami Jean Starobinski) qu'il avait créées. Un nouveau tirage clandestin de 72 pages ajoutant, tout comme Éluard et Lescure l'avaient fait à Paris, au « fond commun » onze autres poètes anonymes déjà publiés dans les revues romandes (notamment Alain Borne, seul écrivain du nouveau recueil à ne pas avoir figuré dans L'Honneur des poètes), fut ainsi rapidement réalisé par François Lachenal à Genève sous le titre Poèmes français au début de l'automne 1943 ,.
La quasi-totalité des poèmes de L'Honneur des poètes ont été clandestinement enregistrés sur disques au début de l'année 1944 par Éluard et Lescure dans les studios de la radio.

### Autres éditions

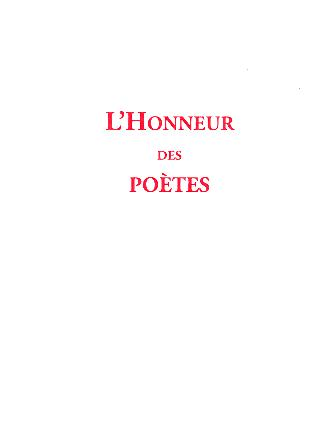
Réédition de 2014.

- Sous le même titre L'Honneur des poètes un ouvrage est publié en avril 1944 à Alger par l'Office français d'Édition[8].

- Une édition de 8 pages plus compacte a été réalisée en juin 1944[9]. Réalisée à la demande des auteurs communistes pour rompre avec la tradition bibliophilique des Éditions de Minuit, ces exemplaires pouvaient être diffusés comme des lettres.

- Après la Libération, le recueil, de 94 pages, a été réédité par les Éditions de Minuit le 15 janvier 1945, donnant cette fois les véritables noms des auteurs des poèmes. Une édition réservée à la Belgique a été réalisée en collaboration avec La Renaissance du Livre, Bruxelles.

- L'ouvrage a été réédité[10] en 2014 par les éditions Le Temps des Cerises et Le Printemps des Poètes, à l'occasion de la seizième édition de la manifestation, et en partenariat avec le ministère de la Défense.

### Sommaire
Sous des pseudonymes imaginés par Éluard, L'Honneur des poètes réunit, après une introduction non signée d'Éluard, vingt-deux poètes :
- L'honneur des poètes (Paul Éluard)
- Jacques DESTAING (Louis Aragon) : Prélude à la Diane Française, Ballade de celui qui chantait dans les supplices, Romance des Quarante Mille, La rose et le réséda
- Louis MASTE (Pierre Seghers) : Octobre[12], Paris-Pentecôte, Le beau travail
- Claude SOLÈNE (René Tavernier) : Le ciel vous a été offert
- Camille MEUNEL (internée) : Drancy
- Lucien GALLOIS (déporté) (Robert Desnos) : Le Legs
- Jean DELAMAILLE[13] (Jean Lescure) : Refuge 2,180 mètres
- Pierre ANDIER (déporté) (Robert Desnos) : Ce cœur qui haïssait la guerre
- Roland DOLÉE (Vercors) : La Patience
- Daniel THÉRÉSIN (Jean Tardieu) : Vacances, O Pays nommé France, Actualités
- SERPIÈRES (Eugène Guillevic) : Chanson, Chanson
- Jean SILENCE (Lucien Scheler) : Noël à la croix gammée, 2 décembre 40
- Malo LEBLEU (Georges Hugnet) : Parce que tu es bon
- Benjamin PHÉLISSE (André Frénaud) ! Lamentation de la Pologne, Armée démontée
- Paul VAILLE (Loys Masson) : Écrit pour vous, Feu, Les mots État Français, Ils viennent jusque dans nos bras, Poème
- Jean FOSSANE (René Blech) : Les roses de Paris
- Jean AMYOT (Pierre Emmanuel) : Les dents serrées, Octobre[12]
- ANNE (Édith Thomas) : Retour à Paris, Tous mes amis sont morts, Steppe, Tuileries
- Robert BARADE (Charles Vildrac) : Paris
- Roland MARS (Francis Ponge) : Dialectique non prophétie
- Ambroise MAILLARD : On a donné de grandes fêtes
- René DOUSSAINT (Claude Sernet) : Lui, Kriegsgefangene
- Maurice HERVENT (Paul Éluard) : Chant nazi, Les belles balances de l'ennemi, Courage

La plupart des écrivains réunis à partir de 1942 par Jean Lescure autour de la revue Messages qu'il dirige depuis 1939 collaborent ainsi sous des pseudonymes au recueil.

## Domaine français (décembre 1943)
Parallèlement à la composition de L'Honneur des poètes, Jean Lescure forme, dès la fin de 1942, le projet d'« une autre anthologie, mais dont les œuvres seraient signées et la publication absolument normale » (voir Domaine Français, Messages 1943).

## L'Honneur des poètes II Europe(mai 1944)
Un second ouvrage, sous le titre L'Honneur des poètes II Europe, fut publié aux Éditions de Minuit « aux dépens de quelques lettrés patriotes » « sous l'oppression » le 1er mai 1944.
Dans un article anonyme Jean Lescure en fit en juin 1944 un compte rendu dans le no 17 des Lettres françaises clandestines.

### Sommaire
- Préface (Louis Aragon)
- LA VALENTINE : Par-dessus le toit
- Écrits en prison
  - A. : Le Châle rouge-gorge
  - Pierre VILLESERTE : Le Camp
  - Jacqueline FARGE (Lucie Guéhenneux) : Un Chant s'envole
  - Isaac LACQUEDEM (Benjamin Fondane) : Journées de Juin
  - Jean Noir (Jean Cassou) : Trois Sonnets composés au secret
- Europe[19]
  - Grèce : Mort lucide (Georges Spyridaki)[20]
  - Pologne : Tout a goût de cendre (André Frénaud)[21]
  - Tchécoslovaquie : Prague (André Frénaud)[22]
  - Hollande : Ramage (Paul Éluard)
  - Norvège : La Ferme (Robert Desnos)
  - Yougoslavie : Message personnel (Monny de Boully)
  - Bulgarie : Partisans, Section d'assaut (Amy Bakaloff[23])[24]
  - Italie : Traqués (Bonalumi)
  - Belgique : Le grand Vase, Il y a les Nations, Et rappelle-toi, Le monde change (Alain DE MEUSE : Marcel Thiry); Du ciel, Fidélité (Robert RUYTERS : Pierre Seghers)
- Valentin GUILLOIS (Robert Desnos) : Le Veilleur du Pont-au-change[25]
- Jacques DESTAING (Louis Aragon) : Chanson de l'Université de Strasbourg
- Jean SILENCE (Lucien Scheler) : La Faim (Quartier de La Chapelle), Police (Quartier Champerret)
- Hugo VIC (Michel Leiris) : Corruption
- Rémy WALTER (Jean Marcenac) : Mort à nos ennemis, Eux, Les traîtres se trahissent
- Paul VAILLE (Loys Masson) : Prière pour les Russes, Sonnet, Ballade des Saintes de la Roquette
- MARGERIDE (Louis Parrot) : Au-devant de la vie
- Malo LEBLEU (Georges Hugnet) : O jardin ma douleur
- Jean DU HAUT (Paul Éluard) : Avis, Un petit nombre d'intellectuels, Tuer
- Benhamin PHÉLISSE (André Frénaud) : Sur la mer des Caraïbes, Femme aux Chemins perdus, Exhortation
- Daniel TRÉVOUX (Jean Tardieu) : Le Vent, Les Statues d'une haute histoire, Les Portes de Thèbes[26]
- Jean-Paul MAZURIER[27] (Lucien Scheler) : Bilan, L'extrême limite
- ANNE (Édith Thomas) : Mon pays, Pour les mains mortes des morts
- Jean VALENCE (René Laporte) : Faites vos jeux, Écriture déliée
- CINQ-CYGNES (Lise Deharme) : Monsieur Seguin
- PEREYROL : L'attente
- DARGENTAT (Pierre Massé) : Les temps ne sont plus aux larmes
- Claude SOLÈNE (René Tavernier) : Rimbaud n'est plus
- François LA COLÈRE[28] (Louis Aragon) : Chant français
- Jean DELAMAILLE (Jean Lescure) : Les mains pures, Raisons d'espérer raisons de vivre, Douce et dure montagne
- Maurice HERVENT (Paul Éluard) : Les armes de la douleur

Le volume se termine ainsi sur les célèbres vers d'Éluard :
« Je dis ce que je vois
Ce que je sais
Ce qui est vrai. »

## L'Éternelle revue(juin 1944-septembre 1945)
En 1944 s'élabore dans la librairie de Lucien Scheler les premiers numéros de L'Éternelle revue clandestine créée par Éluard avec l'aide de Jean Lescure et Louis Parrot.
Le premier numéro, paru le 1er juin, contient une « Ode au peuple français » du poète américain Stephen Vincent-Benet, mort au front et des textes de nombreux collaborateurs de L'Honneur des poètes, Louis Maste (Pierre Seghers), Jean Delamaille (Jean Lescure), Daniel Trévoux (Jean Tardieu), Malo Lebleu (Georges Hugnet), Benjamin Phélisse (André Frénaud), Jean Du Haut (Paul Éluard), Juste (Jean Paulhan), Margeride (Louis Parrot), ainsi que d'Armand Lanson (pseudonyme d'un prisonnier de guerre) et d'Érich Kaestner (poète allemand dont les nazis ont brûlé les livres).
Le deuxième numéro, en juillet, réunit poèmes et proses de Jean Bruller (Vercors), Mazurier (Lucien Scheler), Anne (Édith Thomas), Margeride (Louis Parrot), Jean Delamaille (Jean Lescure), Daniel Trévoux (Jean Tardieu), Hugo Vic (Michel Leiris), Jean Du Haut (Paul Éluard) et Chems-el-Kraha (Gabriel Audisio). Figurent également des citations de Victor Hugo, Henri Heine et Charles Péguy, un court poème signé Jean Jaquet et une « Ballade des défenseurs de villes » par Stephan Hermlin, poète allemand antinazi.
L'Éternelle revue reparaît ensuite au grand jour sous la direction de Louis Parrot, aux éditions de la Jeune Parque, durant deux années. Le premier numéro non clandestin est daté du 1er décembre 1944, le deuxième de février, le sixième et dernier de septembre 1945. On retrouve aux sommaires les principaux collaborateurs de L'Honneur des poètes et de Messages mais aussi, notamment, des textes de Max-Pol Fouchet, Max Jacob, Louis Scutenaire et Paul Colinet.

## La collectionL'Honneur des poètes(1946-1947)
Après la Libération Éluard dirige, publiée par les Éditions de Minuit, une collection de recueils poétiques sous le titre L'Honneur des poètes dont Mario Prassinos compose la couverture. Parmi les auteurs publiés on retrouve Robert Desnos (Choix de poèmes) pour le premier numéro publié en mars 1946), Lucien Scheler pour le deuxième numéro en juin 1946, Lucien Scheler (La Lampe Tempête, avec cinq dessins de Raoul Ubac), Pierre Seghers pour le troisième et Guillevic (Fractures) pour le quatrième, en février 1947. Éluard a encore l'intention d'y faire figurer un recueil de Georges Spyridaki mais les Éditions de Minuit se trouvent ensuite dans l'obligation d'interrompre la collection.

## Postérité: autresHonneur des poètes
À l'étranger, des éditeurs participent à la diffusion de la littérature résistante française en publiant des recueils également intitulés L'Honneur des poètes, avec des choix et des présentations différentes.

### Au Brésil, en 1944
- L'Honneur des poètes — Choix de poèmes de la Résistance française, Rio de Janeiro, Atlantica Editora, 14 juillet 1944, 64 p.

#### Sommaire
- Michel Simon : Présentation
- Pierre Jean Jouve : Vivre libre ou mourir
- Jacques d'Aymé : Poème de Novembre
- Loys Masson : Le Printemps
- Pierre Emmanuel : Je crois, Hymne de la Liberté, Les Hommes, non la Terre
- Jean Wahl : Poèmes écrits au camp de concentration
- Louis Aragon : Richard II Quarante, Richard Cœur-de-Lion, Plus belle que les Larmes, Elsa-Valse, X… Français, France écoute,
- Daniel Theresin (Jean Tardieu) : Vacances
- Anonyme (Jean Amyot, Pierre Emmanuel) : Octobre
- Jacques Destaing (Louis Aragon) : Ballade de celui qui chanta dans les supplices
- Anonyme (Joseph Kessel et Maurice Druon) : Les Partisans (Chant de la Libération), (Le Chant des partisans)
- Paul Éluard : Bientôt, La Halte des Heures, Une seule pensée (Liberté)

#### Controverse
Cette édition de L’Honneur des poètes a été violemment critiquée par le surréaliste Benjamin Péret dans un article de 1945, « Le déshonneur des poètes », sur la forme comme sur le fond : 

« En définitive, l’honneur de ces ”poètes” consiste à cesser d’être des poètes pour devenir des agents de publicité. […] la poésie n’a pas à intervenir dans le débat autrement que par son action propre, par sa signification culturelle même, quitte aux poètes à participer en tant que révolutionnaires à la déroute de l’adversaire nazi par des méthodes révolutionnaires. »

### Une anthologie libanaise
En 2006, au Liban, pendant la guerre des 33 jours, L'Honneur des poètes est le titre d'une anthologie publiée dans L'Orient littéraire pour répondre à la violence. Cette anthologie, établie par l'écrivain Alexandre Najjar, a réuni les œuvres d'une dizaine de poètes libanais francophones et arabophones.

### Réédition
L’Honneur des poètes a été réédité en février 2014 en coédition par Le Printemps des Poètes et les éditions le Temps des cerises avec le soutien du ministère de la Défense.

## Enregistrements
Sous le titre L'Honneur des poètes un enregistrement sonore a été réalisé (Jean Negroni, Jean Vilar, Laurent Terzieff, Ève Griliquez, Jean Martin; au piano et clavecin, Jean Wiener). Le disque (33 t ; 30 cm) porte la référence Chant du Monde LDXS6027 et fait l'objet de la notice n° FRBNF37813974 de la Bibliothèque nationale de France. Il rassemble :
- Prélude à la Diane française - Aragon (Jacques Destaing) ; Jean Vilar
- Ce cœur qui haïssait la guerre  - Robert Desnos (Pierre Andier) ; Jean Martin
- Paris Pentecote  - Pierre Seghers (Louis Maste) ; Jean Negroni
- Refuge 2180 m- Jean Lescure (Jean Delamaille) ; Laurent Terzieff
- Romance des 40 000 - Aragon (Jacques Destaing) ; Jean Vilar
- La Patience - Vercors (Roland Dolee) ; Laurent Terzieff
- Les Dents serrées - Pierre-Emmanuel (Jean Amyot) ; Jean Martin
- Prière pour les russes - Loys Masson (Paul Vaille) ; Laurent Terzieff
- Ballade de celui qui chanta dans les supplices - Aragon (Jacques Destaing G.) ; Jean Vilar
- Courage - Paul Eluard - Maurice Hervent) ; Jean Negroni
- Le Chale rouge-gorge - anonyme ; Jean Martin
- Police  - Lucien Scheler (Jean Silence) ; Laurent Terzieff
- Sonnet - Jean Cassou (Jean Noir) ; Jean Negroni
- Corruption - Michel Leiris (Hugo Vic.) ; Jean Vilar
- Lui - Claude Sernet (René Doussaint) ; Laurent Terzieff
- Les Traîtres se trahissent - Jean Marcenac (Remy Walter) ; Eve Grilliquez
- Préface en prose - Benjamin Fondane (Isaac Lacquedem) ; Jean Martin
- Les Charniers - Eugène Guillevic (Serpières) ; Eve Griliquez
- Le Vent - Jean Tardieu (Daniel Trevoux) ; Jean Martin
- Avis - Paul Eluard (Jean du Haut) ; Jean Negroni
- Les Armes de la douleur - Paul Eluard (Maurice Hervent) ; Jean Negroni